# Jelinekwarte
Die Jelinekwarte oder Dr. Heinrich Jelinekwarte ist eine 12,3 Meter hohe Aussichtswarte auf der Rudolfshöhe (524 m) in der Stadtgemeinde Scheibbs in Niederösterreich.

## Geschichte
Die hölzerne Warte wurde im Jahre 1953 vom Verkehrs- und Verschönerungsverein Scheibbs auf der Rudolfshöhe über Scheibbs errichtet und ermöglicht einen schönen Blick nordwärts auf die Stadt Scheibbs und bei guter Sicht bis zur Donau und ins Waldviertel. Die Warte wurde nach Heinrich Jelinek (1884–1964), Notar und Heimatforscher, benannt. Die aus Holz gebaute Warte mit einer Gesamthöhe von 12,3 Metern wurde 2007 generalsaniert.

## Zur Person
Der ursprünglich aus einer mährischen Familie stammende Sohn eines Rechtsanwaltes, Heinrich Jelinek, ging als anerkannter Heimatforscher in die Geschichte der Stadt Scheibbs ein. Er erkannte als erster die kulturgeschichtliche Bedeutung der Scheibbser Schützenscheiben, hielt jede Einzelne in Wort und Bild fest, entschlüsselte und deutete die oft schwierige Symbolik und legte damit den Grundstein zu den heute gesicherten Erkenntnissen über eine der größten Schützenscheibensammlungen im deutschsprachigen Raum. Mit der Errichtung der Dr.-Heinrich-Jelinek-Warte am Burgerhof oberhalb der Stadt, setzte ihm die Stadt Scheibbs noch zu Lebzeiten ein sichtbares Zeichen des Dankes.

## Umgebung
Sie befindet sich in Nachbarschaft der zweiten bekannteren Warte von Scheibbs, der steinernen Urlingerwarte am Blassenstein, die weithin sichtbar und ein Scheibbser Wahrzeichen ist.
Zwischen der gemauerten Urlingerwarte und der hölzernen Jelinekwarte gab es auf dem Greinberg die 1892 aus Holz errichtete Greinberg- oder Burgerhofwarte, die bis etwa 1935 bestand. Heute sind von der Warte nur mehr die Fundamente zu sehen.